# Harold Lane
Harold Mansfield Lane (ur. 16 marca 1895 w Edynburgu, zm. 24 czerwca 1972 w Kensington) – brytyjski wioślarz, srebrny medalista olimpijski.
Wystąpił na igrzyskach olimpijskich w Amsterdamie w 1928, gdzie Brytyjczycy w składzie: Jamie Hamilton, Guy Oliver Nickalls, John Badcock, Donald Gollan, Harold Lane, Gordon Killick, Jack Beresford, Harold West i Arthur Sulley (sternik) zdobyli srebrny medal w ósemkach. W finale o 2,4 sekundy wyprzedziła ich reprezentacja USA. Był to jego jedyny start olimpijski.